# Enramadas

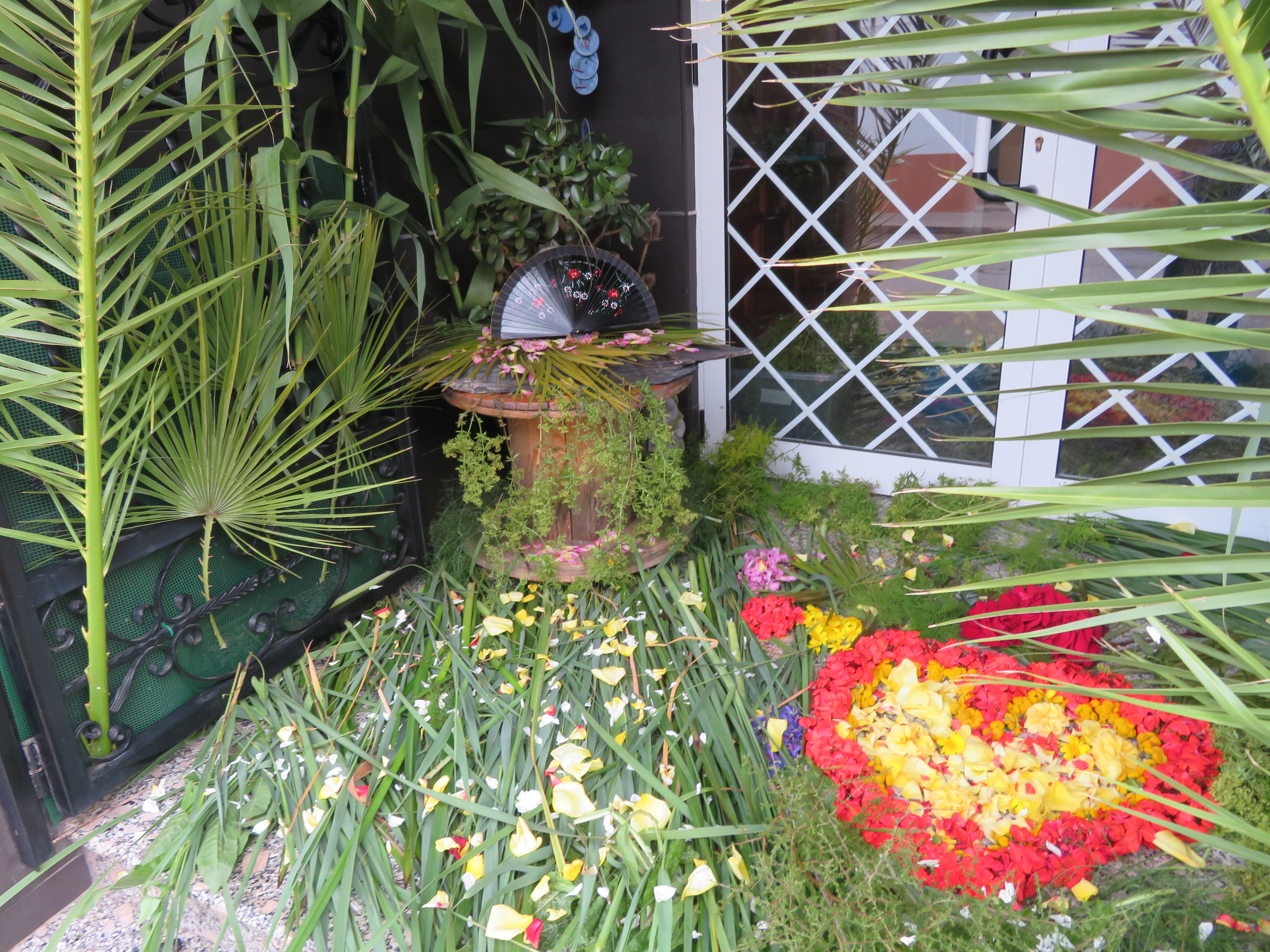
Enramada hecha por un chico en el portal de la casa de su novia, tradición popular del Día de la Madre (Torreblanca).

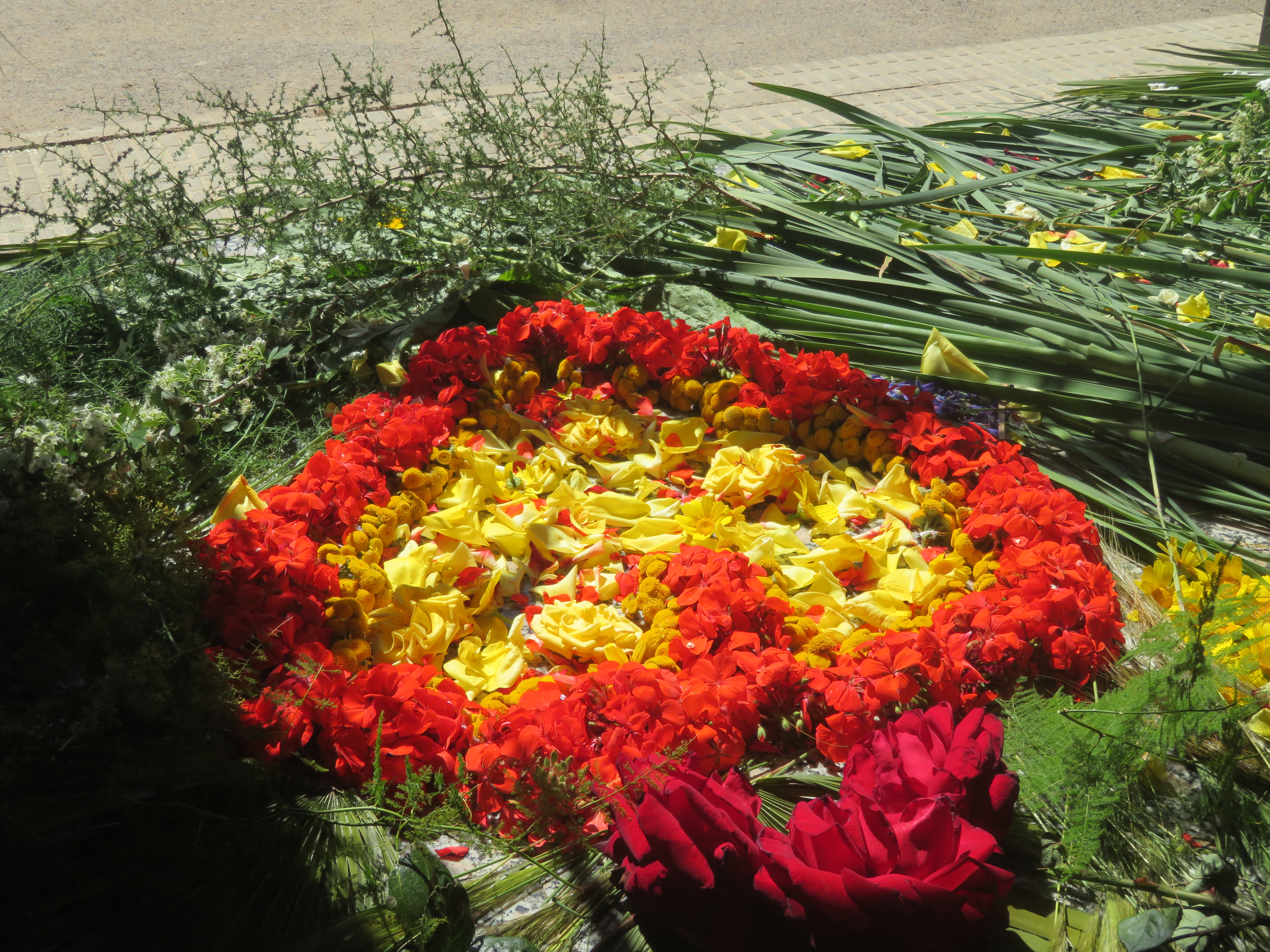
Enramada

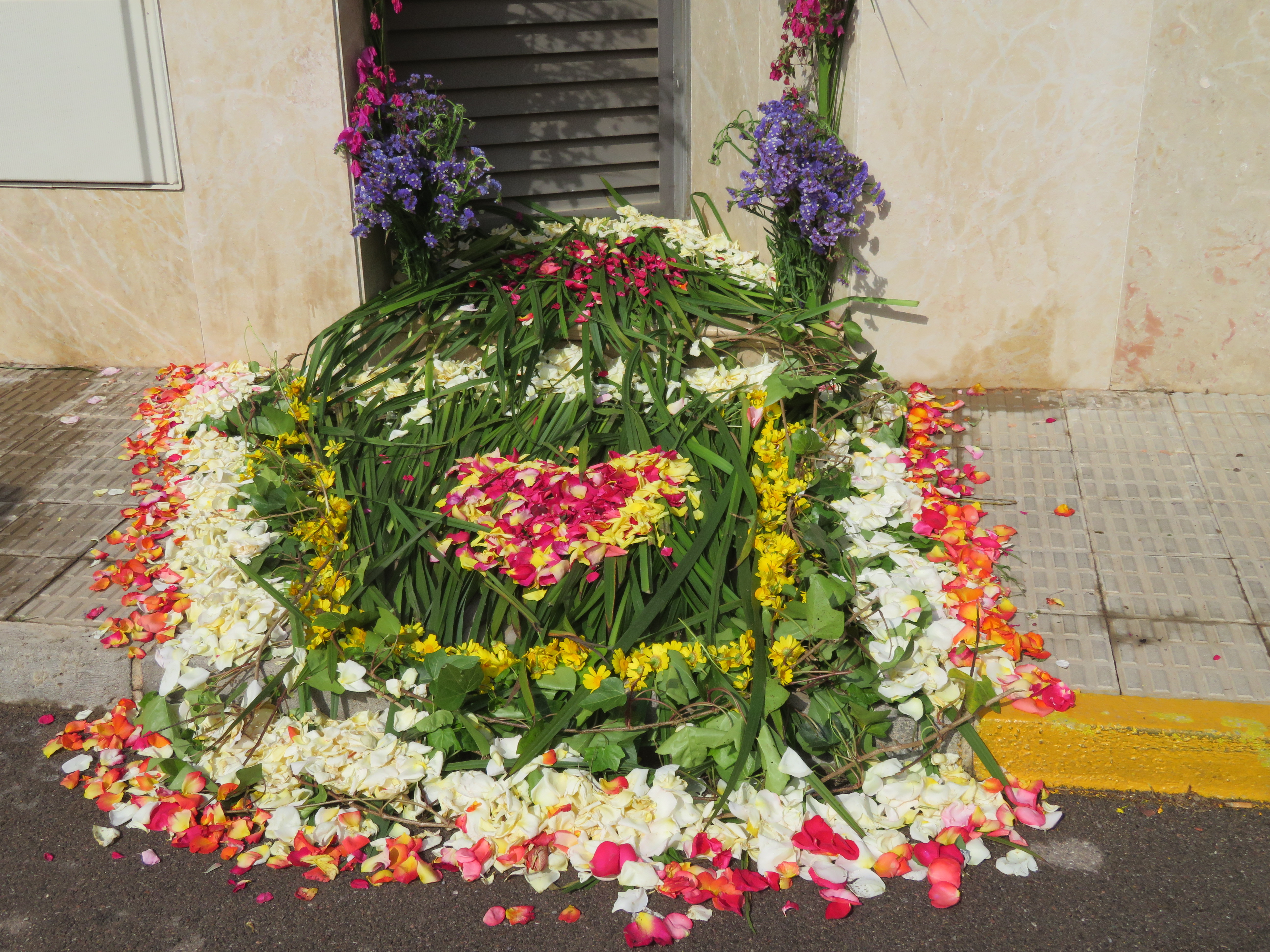
Enramada, tradiciones del Día de las Madres

Enramadas es una tradición festiva en varias regiones de España. Las ventanas de cada pueblo se quedaban engalanadas para la ocasión con ramas de olivo, de cerezo, de almendro... o cualquier otro árbol del país. 
Esta tradición, perdida en muchas localidades, consistía en que los mozos del pueblo rondaban a las mozas que les gustaban o aquellas que les tenían simpatía.
En otros lugares, en su origen se celebra con motivo de la boda de alguna hija del pueblo, nunca del varón, y se hace justamente la víspera por la tarde y noche. Su objetivo o uno de ellos suele ser felicitar a la familia y en especial a la novia. Según la costumbre, podía ser con ramo colocado en el tejado, en un alero o parte alta del tejado, o bien se colocan a la entrada de la casa o en un pórtico de entrada, con forma de arco, previo permiso del padre como consentimiento a la celebración. En un principio el ramo era de acebo, más tarde pasó a ser de pino, a raíz de la repoblación forestal de los montes. Normalmente  A medida que se va acercando la hora, se van colocando las ramas y decorándolas con flores, cintas de colores y otros adornos como caramelos o rosquillas, en ocasiones cantando coplas y canciones populares. Después de la boda, quedaba la enramada como testigo, se comían sus dulces entre amigos y vecinos y, poco a poco, el viento, el sol, la lluvia, la nieve y los pájaros la iban dejando en su esqueleto. Hasta que pasado mucho tiempo se quitaba.